# Diocesi di Alia
La diocesi di Alia (in latino: Dioecesis Aliena) è una sede soppressa e sede titolare della Chiesa cattolica.

## Storia
Alia, identificabile con Islamköy nell'odierna Turchia, è un'antica sede episcopale della provincia romana della Frigia Pacaziana nella diocesi civile di Asia. Faceva parte del patriarcato di Costantinopoli ed era suffraganea dell'arcidiocesi di Laodicea di Frigia.
Sono cinque i vescovi noti di questa antica diocesi, che parteciparono ai concili ecumenici del primo millennio cristiano. Gaio non fu presente al concilio di Calcedonia del 451 e in due occasioni il metropolita Nunechio di Laodicea firmò al suo posto i documenti sinodali. Glauco prese parte al secondo concilio di Costantinopoli del 553. Leone assistette al concilio di Nicea del 787. Michele e Giorgio furono presenti al concilio di Costantinopoli dell'879-880 che riabilitò il patriarca Fozio di Costantinopoli; questi due vescovi erano stati ordinati dai due patriarchi in competizione, Ignazio e lo stesso Fozio.
Dal XVIII secolo Alia è annoverata tra le sedi vescovili titolari della Chiesa cattolica; la sede è vacante dal 1º dicembre 1971. Fino all'Ottocento la sede era conosciuta come Halyensis, collocata geograficamente nell'Armenia Minore. Con la nomina di Jean-Ernest Ménard il titolo ha assunto il nome attuale.

## Cronotassi

### Vescovi greci
- Gaio † (menzionato nel 451)
- Glauco † (menzionato nel 553)
- Leone † (menzionato nel 787)
- Michele † (menzionato nell'879)
- Giorgio † (menzionato nell'879)

### Vescovi titolariHalyensis
- Antonio Missirli † (4 settembre 1779 - prima del 15 marzo 1803 deceduto)
- William Poynter † (6 marzo 1803 - 26 novembre 1827 deceduto)
- Théodore Abou-Karim † (22 giugno 1832 - 28 settembre 1855 deceduto)
- Jozef Viber † (19 giugno 1856 - 15 gennaio 1866 deceduto)
- Francesco di Nicola † (22 dicembre 1871 - 3 agosto 1872 succeduto vescovo di Ischia)[5]

### Vescovi titolariAlienae
- Jean-Ernest Ménard † (14 aprile 1953 - 23 gennaio 1955 nominato vescovo di Rodez)
- Manuel António Pires † (7 marzo 1955 - 23 settembre 1958 succeduto vescovo di Silva Porto)
- Lech Kaczmarek † (16 novembre 1958 - 1º dicembre 1971 nominato vescovo di Danzica)